# Freestyle frisbee
Freestyle frisbee – widowiskowa dyscyplina sportu polegająca na wykonywaniu ewolucji (trików) z latającym dyskiem.
Sport ten został zapoczątkowany w latach 70. w USA. 
W 2007 roku z inicjatywy pierwszych graczy powstało Polskie Stowarzyszenie Freestyle Frisbee.
Do gry używa się z reguły 160-gramowych dysków, z głębokimi brzegami. Ma to wpływ na aerodynamikę.

## Sposób gry

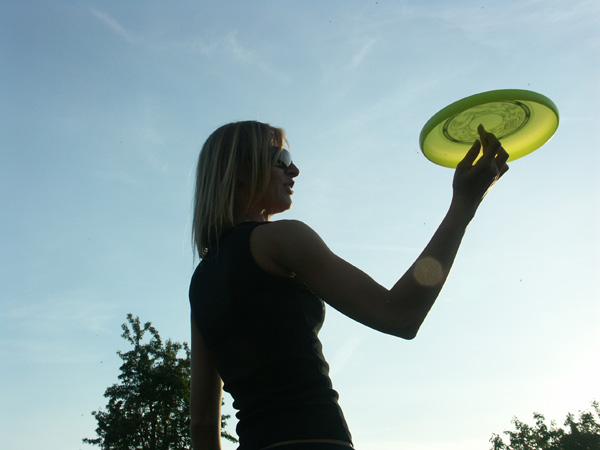
Kręcenie dyskiem - "nail delay"

Istotą każdej odmiany gry we frisbee jest nadanie dyskowi jak największej rotacji (spinu), dzięki któremu może on stabilnie i długo latać. Właśnie ten spin jest podstawą trików we freestyle frisbee: przyjmując rzut gracz balansuje i kręci dyskiem na czubkach palców rąk co daje czas i możliwości na wykonywanie wielu ewolucji. Jest to tzw. nail delay. Przypomina to kręcenie piłki od koszykówki na palcu.
Tak kontrolując frisbee zawodnik może je podbijać, przerzucać za plecami, przenosić pod nogami, przetaczać po sobie, oraz – na koniec – łapać je w widowiskowy sposób.
Przy odrobinie stałego wiatru podtrzymywany podmuchami kręcący się dysk dłużej wisi w powietrzu. Gracz może
zwiększać jego rotację uderzając ręką w brzeg, przekazywać go innej osobie lub odbijać go pod wiatr tak aby powracał do niego.
Wymaga to szybkiej oceny sytuacji (kierunek lotu, wiatr, siła uderzenia, spin).
Ta metoda to airbrushing.
Improwizując (stąd "freestyle") przy pomocy powyższych technik łączy się kolejne ruchy w efektowne kombinacje.